# Pindolol
Pindolol ist ein Arzneistoff aus der Gruppe der Betablocker und wird unter anderem zur Behandlung  der arteriellen Hypertonie (Bluthochdruck) eingesetzt. Ebenfalls kann es in der Rettungsmedizin eingesetzt werden, zur Behandlung der supraventrikulären Tachykardie, die nach der Gabe von Nitroglycerin auftreten kann.

## Klinische Angaben
Pindolol gehört zur Gruppe der nichtselektiven Betablocker, da es nicht spezifisch an die β1-Adrenozeptoren bindet. Die relative Wirkstärke im Vergleich zum Propranolol beträgt 5. Pindolol weist eine intrinsische sympathomimetische Aktivität (ISA) auf, ebenso wie die Betablocker Acebutolol und Oxprenolol.  Im Gegensatz zu Betablockern ohne ISA weisen die Betablocker mit ISA keine günstige Wirkung beim Myokardinfarkt auf. Betablocker mit ISA sollen häufiger zu Schlafstörungen führen als Betablocker ohne ISA.

### Reaktionsvermögen
Auch bei bestimmungsgemäßer Einnahme kann das Reaktionsvermögen so weit herabgesetzt sein, dass eine aktive Teilnahme am Straßenverkehr oder das Bedienen von Maschinen nicht empfohlen wird.

## Pharmakologische Eigenschaften

### Pharmakokinetik
Das fettlösliche Pindolol wird nach oraler Aufnahme gut resorbiert und hat eine Plasmahalbwertszeit von 3 bis 6 Stunden. Es unterliegt einem geringeren First-Pass-Effekt als das Propranolol, die Bioverfügbarkeit ist sehr variabel und schwankt zwischen 40 und 90 %. Die Plasmaproteinbindung  des Pindolol beträgt 60 %. Das Pindolol wird in der Niere zu 40 % ausgeschieden.

## Sonstige Informationen

### Stereochemie
Der Bedeutung der Enantiomerenreinheit der synthetisch hergestellten Wirkstoffe wird zunehmend Beachtung eingeräumt, denn die beiden Enantiomeren eines chiralen Arzneistoffes zeigen fast immer eine unterschiedliche Pharmakodynamik und Pharmakokinetik. Das wurde früher aus Unkenntnis über stereochemische Zusammenhänge oft ignoriert. Pindolol wird als Racemat eingesetzt, das aktive Stereoisomer (Eutomer) ist die (S)-Form.

## Handelsnamen
Monopräparate
Glauco-Stulln (D), Viskaldix (D, CH), Visken (D, A, CH)
Kombinationspräparate
Viskenit (A)